# Poachelas
Poachelas là một chi nhện trong họ Trachelidae.

## Các loài
- Poachelas montanus Haddad & Lyle, 2008
- Poachelas solitarius Haddad & Lyle, 2008
- Poachelas striatus Haddad & Lyle, 2008